# XIV Liceum Ogólnokształcące im. Stanisława Staszica w Warszawie

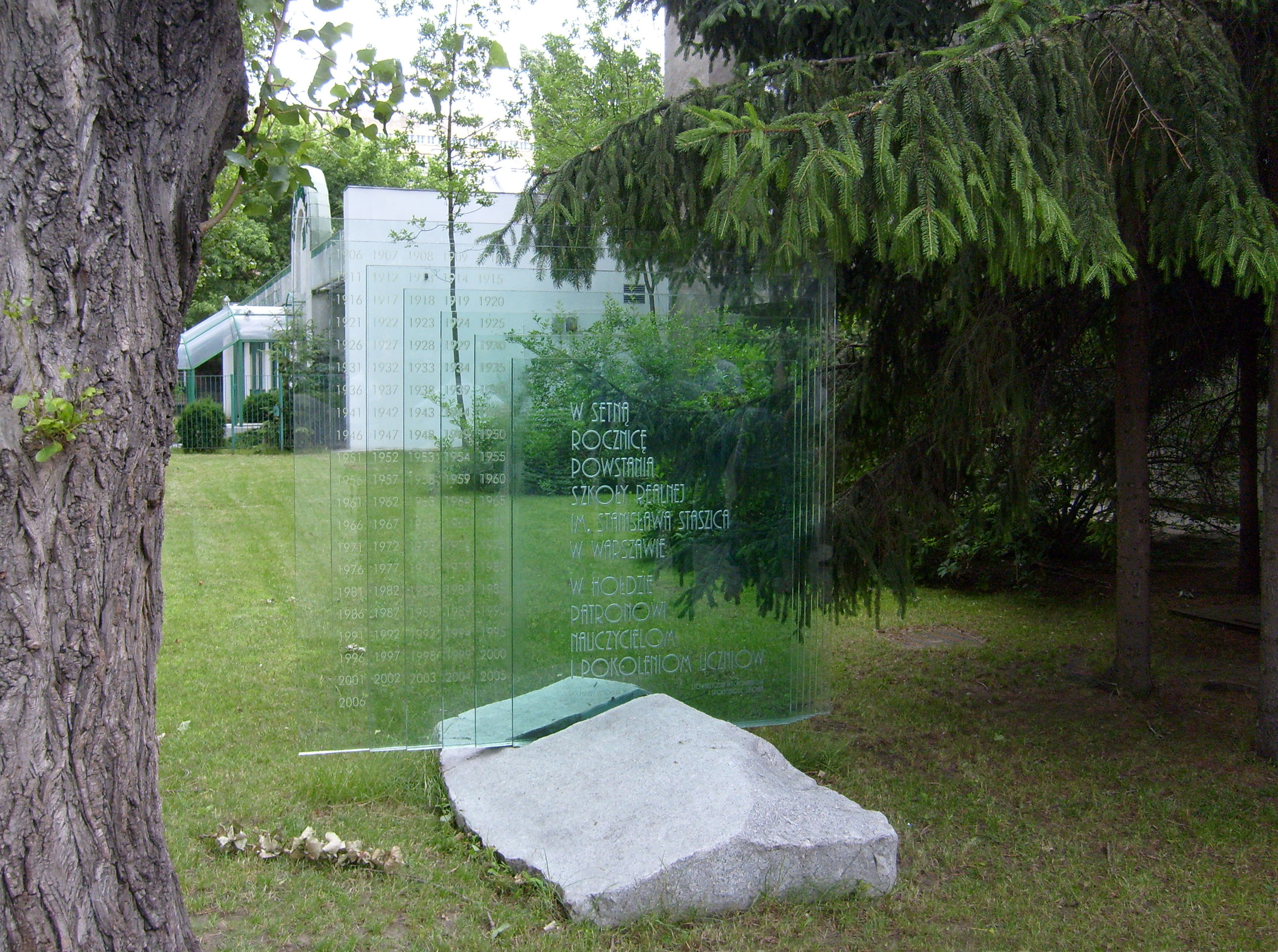
Tablica pamiątkowa przed budynkiem liceum

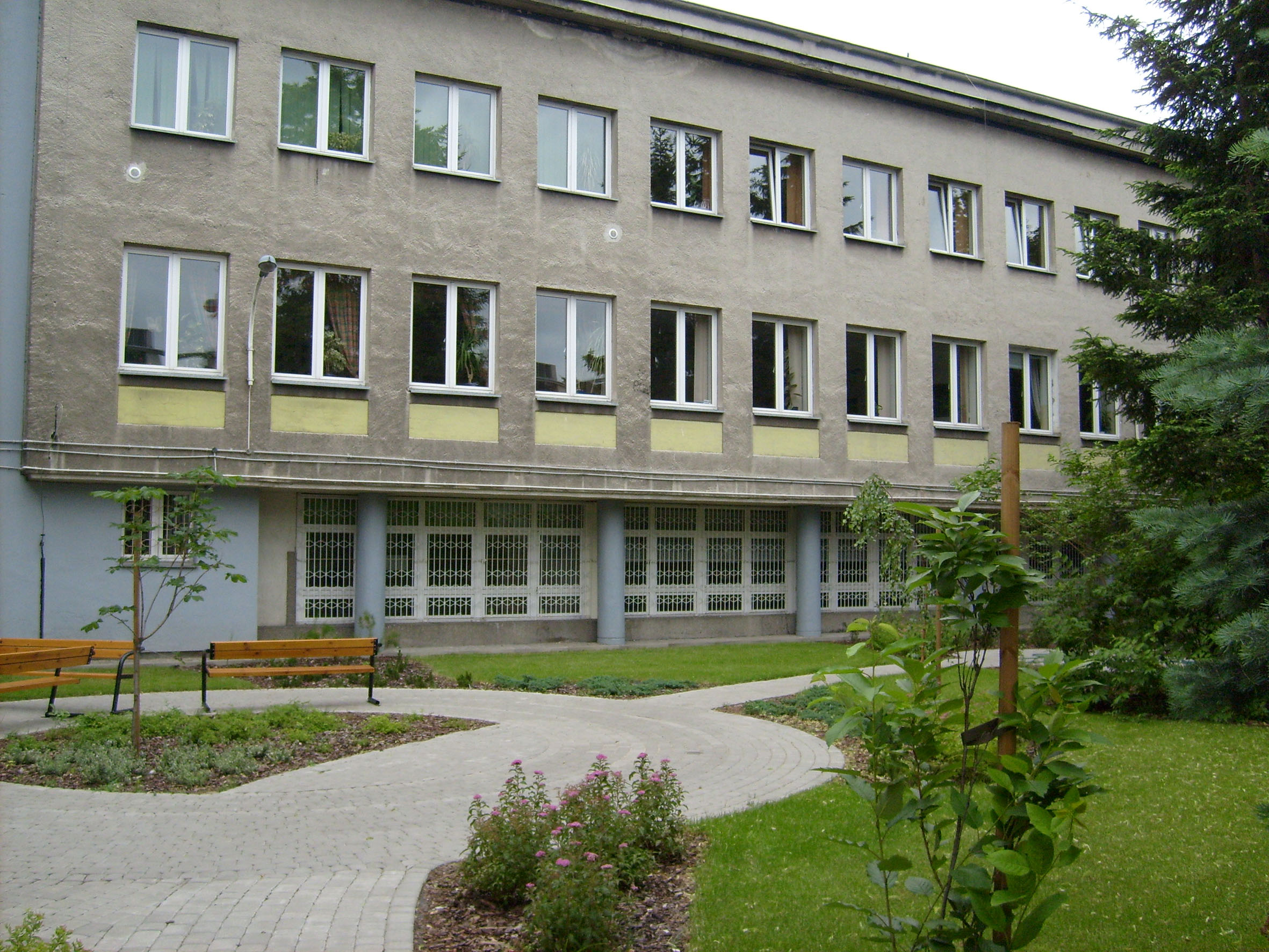
Dziedziniec wewnętrzny, widok na wschodnie skrzydło budynku

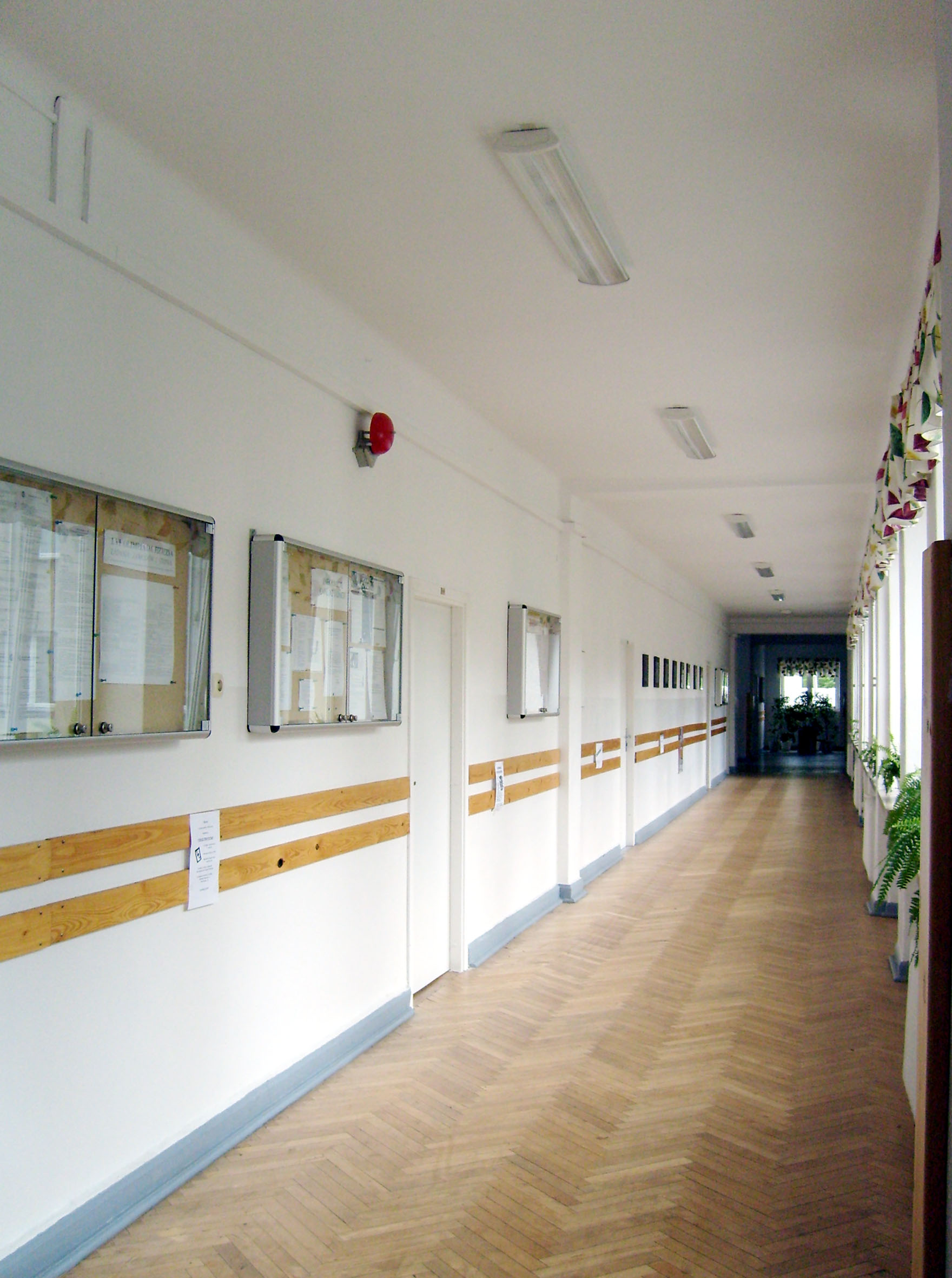
Korytarz na pierwszym piętrze w części frontowej

XIV Liceum Ogólnokształcące im. Stanisława Staszica w Warszawie (zwyczajowo „Staszic”; w latach 1953–1990 nosiło imię Klementa Gottwalda) – warszawskie liceum ogólnokształcące specjalizujące się w matematyce i innych naukach ścisłych. Mieści się przy ul. Nowowiejskiej 37a w dzielnicy Ochota.

## Historia
Szkoła Realna im. Stanisława Staszica została utworzona w 1906 dzięki inicjatywie Stowarzyszenia Techników w Warszawie, a głównie – jego prezesa Piotra Drzewieckiego, późniejszego (w latach 1918–1921) prezydenta m. st. Warszawy. Jej organizatorem i pierwszym dyrektorem był Jan Zydler, absolwent Wydziału Matematycznego Uniwersytetu Warszawskiego, autor podręczników do nauki geometrii.
Pierwotnie szkoła mieściła się przy ul. Wilczej, a od 1916 przy ul. Polnej 60. W 1919 została upaństwowiona i działała jako VII Państwowe Gimnazjum Męskie im. Stanisława Staszica.
W czasie okupacji niemieckiej gimnazjum i liceum prowadziły tajne komplety i wydały ponad 215 świadectw dojrzałości.
W obu wojnach światowych poległo 6 nauczycieli i 240 wychowanków szkoły (wśród nich 109 harcerzy), z czego 22 w I wojnie światowej, 11 w Katyniu i 76 w powstaniu warszawskim. W pierwszych latach powojennych nauka odbywała się w budynku przy ul. Noakowskiego 6. W 1951 roku przeniesiono szkołę Staszica do budynków przy ulicy Nowowiejskiej 37a. 
Od 1953 szkoła nosiła imię Klementa Gottwalda.
W 1990 w wyniku inicjatywy środowiska nauczycielskiego i uczniowskiego XIV Liceum Ogólnokształcącego im. Klementa Gottwalda oraz nauczycielskiej „Solidarności” odbyło się uczniowskie referendum, w którym młodzież wypowiedziała się zdecydowaną większością głosów za zmianą patrona, ze wskazaniem na Stanisława Staszica.
Do 2019 roku szkoła razem z Gimnazjum nr 13 im. Stanisława Staszica tworzyła Zespół Szkół nr 82.

## Osiągnięcia
Szkoła co roku zajmuje wysoką pozycję w ogólnopolskim Rankingu Liceów Ogólnokształcących tygodnika Perspektywy – w 2018 pierwsze miejsce, w 2017 i 2016 drugie miejsce, w 2015 roku pierwsze, w 2014 – trzecie, w 2013 – trzecie. Od 2021 roku szkoła nieprzerwanie zajmuje pierwsze miejsce w rankingu. Corocznie też znaczna liczba uczniów zostaje laureatami i finalistami wielu olimpiad przedmiotowych, zwłaszcza olimpiady matematycznej (rok szkolny 2011/12 – 8 laureatów, 11 finalistów i 3 uczestników olimpiady międzynarodowej), olimpiady informatycznej (3, 8 i 1) oraz olimpiady fizycznej (7, 10 i 2). W tym samym roku uczniowie szkoły zdobyli także tytuły: laureata olimpiady chemicznej, filozoficznej, wiedzy technicznej, języka angielskiego oraz finalisty olimpiad: chemicznej, filozoficznej, wiedzy technicznej, wiedzy ekonomicznej, języka łacińskiego, biologicznej, teologii katolickiej i lingwistyki matematycznej. Drużyna Staszica pod przewodnictwem nauczyciela Stanisława Lipińskiego odniosła też wiele sukcesów w międzynarodowym Turnieju Młodych Fizyków (m.in. I miejsce w 2002, 2004 i 2005, II miejsce w 2003, 2006, 2007, 2008). Sukcesy odnosili także uczniowie biorący udział w olimpiadzie wiedzy o Polsce i świecie współczesnym.

## Dyrektorzy
- 1906–1927, z przerwą w roku szkolnym 1913/14 – Jan Zydler (ur. 1867, zm. 1934)
- 1928–1950 – Otton Kuczewski
- 1950–1968 – Józef Wojciechowski
- 1968–1991 – Irena Zuzanna Krawczyk z d. Piekut (ur. 1921, zm. 2013)[7]
- 1991−2021 – Regina Lewkowicz
- od 2021 – Agnieszka Potocka

## Nauczyciele
Poniżej przedstawiono listę znanych (mających biogramy w Wikipedii lub kwalifikujących się do ich posiadania) nauczycieli szkoły. W nawiasach podano lata pracy w szkole. Lista nie jest kompletna.
- Wacław Borowy (1916–1918)
- Stanisław Lipiński
- Adam Markowski
- Zbigniew Szurig
- Juliusz Zaleski[8]
- Jan Zydler

## Absolwenci i uczniowie (m.in.)
- Łukasz Abgarowicz (1967)
- Jarosław Arabas (1988) – informatyk
- Wacław Balcerski (1922) – rektor Politechniki Gdańskiej, poseł
- Marcin Bańkowski (1974) – informatyk
- Tomek Bartoszyński (1976)
- Ryszard Ber (1951) – reżyser
- Jerzy Bielenia (1938) – aktor
- Maciej Bielicki (1926) – astronom
- Wojciech Bik (1983) – lekarz
- Józef Blass (1963) – matematyk, przedsiębiorca
- Bohdan Bocianowski (1929) – grafik, ilustrator
- Marek Borowski (1963)
- Karol Borsuk (1923) – matematyk-topolog, prof. Uniwersytetu Warszawskiego
- Grzegorz Brona (1999) – fizyk, były prezes Polskiej Agencji Kosmicznej, przedsiębiorca
- Zdzisław Broncel (1927) – publicysta, krytyk literacki
- Agnieszka Chłoń-Domińczak (1992) – lider Zespołu Edukacji i Rynku Pracy, pracownik naukowy SGH oraz Instytutu Badań Edukacyjnych
- Oskar Adolf Chomicki (1949) – prof. fizyki medycznej, przewodniczący Międzynarodowej Organizacji Fizyki Medycznej (IOMP)
- Wiesław Chrzanowski („mała matura”)
- Adolf Ciborowski (1937) – architekt, prof. Politechniki Warszawskiej, poseł
- Witold Czerwiński (1918) – prawnik, ekonomista, przewodniczący Egzekutywy Zjednoczenia Narodowego
- August Dehnel (1922) – prof. zoologii
- Kazimierz Dębnicki (1937) – prozaik
- Władysław Findeisen (1944 – tajne komplety)
- Janusz Gaładyk (1914) – pułkownik WP
- Stanisław Garlicki (1920) – działacz socjalistyczny, wiceprezes Naczelnej Rady Adwokackiej, adwokat, radca prawny, radny m. st. Warszawy
- Wacław Gluth-Nowowiejski (1944 – tajne komplety) – publicysta, powstaniec warszawski
- Paweł Goldkraut (1915) – inżynier, historyk, działacz społeczności żydowskiej
- Krystyna Gurbiel (1978)
- Adam Halber (1966)
- Janusz Haman (1942 – tajne komplety) – prof. AR w Lublinie i SGGW w Warszawie, specjalista budowy maszyn rolniczych
- Włodzimierz Hellmann (1929) – prof. Politechniki Gdańskiej
- Jan Jagielski
- Longin Jurkiewicz (1938) – cichociemny
- Witold Kamler (1924) – prof. Politechniki Warszawskiej
- Bronisław Kaper (1919) – kompozytor muzyki filmowej, laureat Oscara
- Ryszard Kapuściński (1950) – reporter
- Leszek Karczewski (1925) – architekt
- Juliusz Keller (1929) – elektronik, prof. Politechniki Warszawskiej
- Michał Kleiber (1963)
- Stanisław Kmita (1927) – lekarz otolaryngolog
- Andrzej Korman – muzykolog, dyrektor Programu II Polskiego Radia
- Grzegorz Kostrzewa-Zorbas (1977)
- Krzysztof Kowalewski – aktor
- Jan Koźniewski (1944 – tajne komplety) – konstruktor lotniczy
- Kazimierz Koźniewski (1938) – pisarz, scenarzysta
- Andrzej Krasicki (1937) – aktor, dyrektor teatrów warszawskich
- Mariusz Kukliński (1961) – dziennikarz, PAP 1970-1993 i in. Relacjonował lądowanie M. Hermaszewskiego i spotkanie Reagan-Gorbaczow w Reykjaviku
- Jan Józef Lipski (uczeń) – publicysta, opozycjonista w PRL – uczestnik tajnych kompletów w Staszicu; maturę zdał jednak w 1946 w żeńskim Liceum im. Juliusza Słowackiego – „bo dla tych nielicznych chłopców od Staszica, którzy przeżyli Powstanie, trudno było zakładać klasę maturalną”[9].
- Maciej Lewenstein (1974) – fizyk
- Ludwik Lewin
- Jan Lityński (1963)
- Felicjan Loth (uczeń) – pediatra, więzień-lekarz na Pawiaku w Warszawie
- Robert Luśnia (1981) – poseł na Sejm RP IV kadencji, współpracownik Antoniego Macierewicza, polityk
- Helena Łuczywo
- Henryk Magnuski (1926) – inżynier telekomunikacji, wynalazca, projektant walkie-talkie Motoroli
- Sławomir Makaruk (1950) – pilot doświadczalny
- Maciej Małecki
- Stefan Marody (1952) – dziennikarz
- Janusz Meissner – literat, lotnik
- Jerzy Mierzejewski (1937) – malarz, prorektor PWSFTviT w Łodzi
- Karol Modzelewski (1954)
- Piotr Mormul (1974) – matematyk
- Andrzej Nowicki (1937) – filozof, religioznawca, Wielki Mistrz Wielkiego Wschodu Polski
- Piotr Olewiński (1913) – harcmistrz Rzeczypospolitej, poseł, senator, prezydent Pińska
- Stanisław Olewiński (1914) – poseł
- Andrzej Orłoś (1951)
- Joanna Pajkowska (1977) – żeglarka
- Leszek Pączek (1974) – rektor Warszawskiego Uniwersytetu Medycznego w latach 2005–2008
- Marcin Pilipczuk (2004) – informatyk
- Michał Pilipczuk (2006) – informatyk
- Bohdan Pniewski (1914) – architekt, profesor Politechniki Warszawskiej
- Witold Pogorzelski (1912) – matematyk, profesor Politechniki Warszawskiej
- Jerzy Wojciech Pułaczewski (1951) – elektronik, wykładowca Politechniki Warszawskiej, odznaczony m.in. Krzyżem Kawalerskim i Komandorskim OOP
- Wanda Rapaczyńska – była prezes zarządu Agora S.A.
- Marian Reutt (1929) – działacz ruchu narodowo-radykalnego, publicysta
- Włodzimierz Roefler (1941 – tajne komplety) – chirurg, żołnierz Batalionu Zośka, dyrektor i patron Szpitala Kolejowego w Pruszkowie
- Karol Rojek (1928) – ekonomista, inżynier transportu
- Wojciech Rowiński (1952) – chirurg, transplantolog
- Leszek Serafinowicz (Jan Lechoń) – skamandryta
- Bolesław Skinder – oficer
- Tadeusz Antoni Skinder – oficer
- Andrzej Smirnow – polityk
- Allan Starski – scenograf, laureaut Oscara
- Mariusz Stopczyk – prof. dr hab. med., prekursor wszczepiania stymulatorów serca w Polsce
- Tomasz Szarota – historyk
- Zygmunt Szeliga (1951) – dziennikarz ekonomiczny
- Joanna Szmelter – profesor obliczeniowej mechaniki płynów na Loughborough University[10]
- Sławomir Szof (1951) – dziennikarz radiowy i telewizyjny
- Olgierd Szpakowski (1930) – działacz ruchu narodowo-radykalnego, oficer WP
- Bohdan Świderski (1910) – prof. geologii
- Janusz Tarnowski (1937) – pedagog, prof. Papieskiego Wydziału Teologicznego w Warszawie
- Edward Towpik (1969) – prof. dr hab. med., chirurg, Dyrektor Muzeum Historii Medycyny WUM
- Tadeusz Trepkowski – grafik, współtwórca współczesnego plakatu polskiego
- Władysław Tryliński (1925) – prof. mechanik
- Magda Umer (1967) – wokalistka
- Jerzy Urban (1951) – dziennikarz, polityk[11]
- Bohdan Urbanowicz (1929) – malarz, architekt, prof. ASP w Warszawie
- Tadeusz Wittlin (1928) – prawnik, pisarz
- Janusz Weiss (1966)
- Jan Włodarkiewicz – ppłk. WP, drużynowy Tajnej Armii Polskiej, pierwszy dowódca „Wachlarza”
- Witold Woyda  – złoty medalista olimpijski
- Jerzy Woźnicki (1964)
- Tadeusz Wroński (1934) – skrzypek, rektor Akademii Muzycznej w Warszawie
- Andrzej Wyrobisz (1950) – profesor historii UW
- Sylwia Wysocka
- Michał Zalewski – informatyk, specjalista w zakresie bezpieczeństwa komputerowego
- Wacław Zbyszewski (1921) – publicysta
- Tadeusz Zelenay (1942 – tajne komplety) – poeta
- Andrzej Zieliński (1937) – prof. Politechniki Warszawskiej
- Bronisław Zieliński (1933) – tłumacz literatury angielskiej
- Stanisław Zieliński (1936) – pisarz
- Jacek Żemantowski (1956)

## Miejsce w rankingach
Miejsce w rankingu miesięcznika „Perspektywy”
- 2024 – I w Warszawie, I w Polsce[12]
- 2023 – I w Warszawie, I w Polsce[13]
- 2022 – I w Warszawie, I w Polsce[14]
- 2021 – I w Warszawie, I w Polsce[15]
- 2020 – I w Warszawie, II w Polsce[16]
- 2019 – I w Warszawie, I w Polsce[17]
- 2018 – I w Warszawie, III w Polsce
- 2017 – I w Warszawie, II w Polsce
- 2016 – I w Warszawie, II w Polsce
- 2015 – I w Warszawie, I w Polsce
- 2014 – I w Warszawie i województwie mazowieckim, III w Polsce
- 2013 – I w Warszawie i województwie mazowieckim, III w Polsce
- 2012 – I w Warszawie i województwie mazowieckim, VI w Polsce
- 2011 – II w Warszawie i województwie mazowieckim, IX w Polsce, tytuł szkoły dwudziestolecia
- 2010 – I w Warszawie, II w województwie mazowieckim, X w Polsce
- 2009 – II w Warszawie, I w województwie mazowieckim, XIII w Polsce
- 2008 – I w Warszawie i województwie mazowieckim, VI w Polsce
- 2007 – I w Warszawie i województwie mazowieckim, VI w Polsce
- 2006 – I w Warszawie i województwie mazowieckim, VIII w Polsce
- 2005 – I w Warszawie, VII w Polsce
- 2004 – I w Warszawie, IX w Polsce
- 2003 – VI w Warszawie, X w Polsce
- 2002 – III w Warszawie, IX w Polsce
- 2001 – I w Warszawie

## Upamiętnienie
Z inicjatywy absolwentów Liceum w 1988 r. nakładem PIW wydano monografię szkoły Szkoła im. Stanisława Staszica w Warszawie 1906-1950.